# Tobán-berkenye
A Tobán-berkenye (Sorbus tobani) a rózsafélék családjába, azon belül a berkenyék (Sorbus) növénynemzetségébe tartozó növényfaj. Különálló taxonként Németh Csaba írta le, a lisztes berkenye (Sorbus aria) rokonsági körébe tartozó, de attól és más közel rokon kisfajoktól is több jellegzetességében eltérő fajként. Hazánk kifejezetten ritka, veszélyeztetett növényfajai közé tartozik, mivel, mint bakonyi endemizmus, csak egy kis példányszámú, szűk területen élő populációja ismert. Nevét is arról a hegyről kapta, ahonnan a faj első példányait felfedezték és leírták.

## Előfordulása
A fajt a leírója a bakonyi Eplény község közelében, a Tobán-hegy sziklatömbjén és a környező – közigazgatásilag részben Hajmáskérhez tartozó – sziklás élőhelyeken fedezte fel és írta le. Az azonosított egyedek jellemző élőhelyei meredek sziklafalak teteje és sziklakibúvásos völgyoldalak felső része.

## Felfedezésének története
A Veszprém vármegyei Eplény határában álló Tobán-hegy flórája már az 1930-as évek óta rendszeres botanikai kutatások tárgyát képezi. A területtel foglalkozó botanikusok sem akkor, sem az 1940-es években nem említettek még erről a területről önálló taxonként értékelhető berkenye-hibrideket, bár ismert, hogy Boros Ádám már akkor gyűjtött a területen, feltehetőleg további vizsgálatok céljából pontos határozásra alkalmatlan, de általa bizonyára jellegzetesnek tekintett leveleket. Ezeket később ismeretlen kutató a Sorbus bakonyensis taxonhoz tartozó egyedek herbáriumi mintáiként azonosította. Ez utóbbi anyag feldolgozása és az ahhoz kapcsolódó kiterjedt terepi munka során állapította meg Németh Csaba botanikus, hogy az Eplényhez közeli Malom-völgy északias kitettségű, sziklás élőhelyein, közigazgatásilag Hajmáskérhez területen, illetve a völgyből kiemelkedő Tobán-hegy sziklás tömbjén olyan, egyértelműen hibrid eredetű, morfológiailag csak csekély fokú változatosságot mutató berkenye-példányok kerültek elő, melyek nem azonosíthatók semelyik, korábban azonosított hazai Sorbus-fajjal., erről kapta a nevét is.

## Védettsége
Magyarországon a lisztes berkenye rokonsági körébe tartozó összes kisfajjal együtt védett faj, természetvédelmi értéke jelenleg (2013-as állapot szerint) 10.000 forint.